# Wereldkampioenschappen openwaterzwemmen 2022 - 25 kilometer vrouwen
De 25 kilometer openwaterzwemmen voor vrouwen tijdens de wereldkampioenschappen openwaterzwemmen 2022 vond plaats op 30 juni 2022 in het Lupameer bij Boedapest.

## Uitslag
| Rang   | Naam                  | Land             | Tijd      |
| ------ | --------------------- | ---------------- | --------- |
| Goud   | Ana Marcela Cunha     | Brazilië         | 5:24.15,0 |
| Zilver | Lea Boy               | Duitsland        | 5:24.15,2 |
| Brons  | Sharon van Rouwendaal | Nederland        | 5:24.15,3 |
| 4      | Barbara Pozzobon      | Italië           | 5:24.16,3 |
| 5      | Caroline Jouisse      | Frankrijk        | 5:25.32,1 |
| 6      | Elea Linka            | Duitsland        | 5:25.36,7 |
| 7      | Anna Auld             | Verenigde Staten | 5:26.25,6 |
| 8      | Réka Rohács           | Hongarije        | 5:26.28,6 |
| 9      | Hanano Kato           | Japan            | 5:26.30,9 |
| 10     | Kensey McMahon        | Verenigde Staten | 5:30.19,1 |
| 11     | Cheng Hanyu           | China            | 5:49.25,9 |
| 12     | Wang Kexin            | China            | 5:49.59,2 |
| 13     | Cibelle Jungblut      | Brazilië         | 5:52.41,6 |
| –      | Ruby Heath            | Nieuw-Zeeland    | DNF       |
| –      | Romina Imwinkelried   | Argentinië       | DNF       |
| –      | Lisa Pou              | Frankrijk        | DNS       |